# 仁位村
仁位村（にいむら）は、長崎県下県郡にあった村。1955年（昭和30年）に西隣の奴加岳村と合併し、豊玉村となった。
現在の対馬市豊玉町の東部にあたる。

## 地理
対馬島の中部に位置する。村内の大字佐志賀・嵯峨・貝鮒は仁位浅茅湾を挟んで東西に二分される。また上記3大字の西側部分の地域については、地続きでありながら同じ仁位村内の他の各大字と接していない、いわゆる飛地である。このため移動の際は船舶を利用するか、陸路の場合は奴加岳村を経由しなければならない。
- 山：合戸山、雎鳩岳（ひさごたけ）、烏帽子岳、舟沢山、天神山、高瘤山、樫郷山、阿乃瀬山、遠見山、金蔵山
- 島嶼：横島、黒島、塔ヶ崎島、多田島、オテンガ島、鬼島、ツヤ島、千切島、前島、タテバ島、松島、チ鳥島、白銀島、二子島
- 河川：仁位川、曽川
- 港湾：浅茅湾（濃部浅茅湾、仁位浅茅湾）、大漁湾（おろしかわん）、仁位港、水崎漁港

## 沿革
当村域の一帯について、中世は「仁位郡」及び「与良郡」の各一部、近世は「仁位郷」及び「与良郷」の各一部に属した。また『津島記事』によれば、仁位郷内には枝村4村を含む21村、与良郷内には1府30村が属していたとされる。仁位郷と与良郷は対馬島内の他の各郷とともに明治5年に廃止された。
- 1908年（明治41年）4月1日 - 島嶼町村制施行により、和板村・糸瀬村・横浦村・鑓川村・千尋藻村・曽村・仁位村・佐志賀村・嵯峨村・貝鮒村が合併し下県郡仁位村が発足[11]。
- 1955年（昭和30年）3月20日 - 奴加岳村と合併して豊玉村が発足し、仁位村は自治体として消滅。

## 地名
大字を行政区域とする。
- 糸瀬（いとせ）
- 貝鮒（かいふな）
- 嵯峨（さが）
- 佐志賀（さしか）
- 曽（そ）
- 千尋藻（ちろも）
- 仁位（にい）
- 鑓川（やりかわ）
- 横浦（よこうら）
- 和板（わいた）

## 名所・旧跡
- 和多都美神社
- 和多都美御子神社

## 仁位村出身の著名人
- 梅野初実（衆議院議員）